# Kupšinci
Kupšinci (mađarski: Murahalmos, prekomurski: Kipšinci, njemački: Küpschintzen) je naselje u slovenskoj Općini Murska Sobota. Kupšinci se nalazi u pokrajini Prekomurju i statističkoj regiji Pomurju. 

## Stanovništvo
Prema popisu stanovništva iz 2002. godine naselje je imalo 411 stanovnika.